# Khieu Ponnary
Khieu Ponnary, (1920-2003) était une personnalité cambodgienne (khmère), première épouse de Pol Pot de cinq ans son cadet.
Née le 3 février 1920 dans la province de Battambang, son père, un juge provincial, aurait abandonné sa famille en 1946. Khieu Ponnary a une sœur cadette Khieu Thirith qui épouse Ieng Sary. Khieu Ponnary est la première jeune fille khmère à obtenir le baccalauréat en 1940 au Lycée Sisowath de Phnom Penh. Selon Norodom Sihanouk, elle a une intelligence supérieure.
Elle séjourne en France pour suivre des études linguistiques et y rencontre un certain Saloth Sâr qui ne s'appelle pas encore Pol Pot. De retour au Cambodge en 1951, elle enseigne la littérature khmère au Lycée Sisowath puis épouse Sâr le 14 juillet 1956 ; ils divorceront en 1985[réf. nécessaire].
En 1963 son mari prend le maquis pour échapper aux intimidations policières à cause de ses activités dans le parti communiste du Kampuchéa (PCK). Elle poursuit ses cours jusqu'en 1965, date à laquelle elle rejoint à son tour les maquis. Membre du comité central du PCK, elle rejoint le Front uni national du Kampuchéa dès sa création par Norodom Sihanouk en 1970.
Elle manifeste un premier dérèglement mental au cours d'un séjour à Pékin en 1970 manifestant une phobie de ce qui pouvait évoquer le peuple vietnamien.
En juillet 1973, en tant que secrétaire du PCK de la province de Kampong Thom, elle assiste Ke Pauk dans la mise en place de directives demandant la collectivisation des terres, l'abolition de la monnaie, la création de coopératives et l'élimination discrète des partisans de Norodom Sihanouk et des Viêtnamiens, pourtant officiellement leurs alliés.
Pendant la domination khmère rouge elle n'occupe que des fonctions honorifiques et n'est pas impliquée dans les crimes commis par le régime. En 1979 elle se trouve en Chine où elle est soignée pour schizophrénie chronique.
Elle vit ses dernières années en recluse auprès de sa sœur Thirith et de son beau-frère Ieng Sary à Pailin, dans le nord-ouest du Cambodge, où elle décède le 1er juillet 2003.